# Laurent Joyeux
Laurent Joyeux, né le 20 avril 1973 à Nevers, est un directeur d'opéra français. De 2007 à 2020, il est directeur général et artistique de l'Opéra de Dijon.

## Parcours
Laurent Joyeux est diplômé de l'Institut d'études politiques de Paris et titulaire d'un DESS d'administration et gestion de la musique de l'Université Paris IV-Sorbonne. Il poursuit parallèlement des études supérieures de violon, harmonie, contrepoint et clavecin.
De 1999 à 2002, il est directeur financier et directeur de la culture de la ville de Guyancourt.
De 2002 à 2007, il est directeur administratif et financier de l'Opéra de Lille, dont il participe à la réouverture dans le cadre de Lille 2004 (capitale européenne de la culture).
De 2004 à 2009, il est maître de conférence à l'Institut d'études politiques de Paris et enseigne l'économie et la politique de la culture et des médias.
En 2007, il est nommé directeur général et artistique du Duo Dijon, qui devient sous son impulsion l'Opéra de Dijon, structure rassemblant le Grand Théâtre et l'Auditorium de Dijon.
Il y initie notamment une politique d'artistes en résidence, parmi lesquels David Grimal, Andreas Staier, Leonardo Garcia Alarcón, Jos van Immerseel, Emmanuelle Haïm et Brice Pauset.
En 2012, son action est saluée par Christian Merlin dans Le Figaro.
En octobre 2013, il met en scène une version réduite à deux journées de la Tétralogie de Richard Wagner, qui crée la controverse et obtient les ffff de Télérama,.
Sous sa direction, l'Opéra de Dijon est le premier opéra reconnu Théâtre Lyrique d'Intérêt National par le Ministère de la Culture. En 2019, la production des Boréades de Jean-Philippe Rameau dirigée par Emmanuelle Haïm et mise en scène par Barrie Kosky reçoit le Prix de la Meilleure coproduction européenne du Syndicat de la Critique. En 2020, la production de La finta pazza de Francesco Sacrati, dirigée par Leonardo Garcia Alarcon et mise en scène par Jean-Yves Ruf est nommée aux Opera Awards.

## Distinction honorifique
- chevalier dans l'ordre des Arts et des Lettres[8]

## Autres fonctions
- Membre du bureau du Syndicat professionnel des opéras, orchestres, festivals d'art lyrique et musique classique Les Forces musicales.